# Droga R4 (Belgia)
Droga R4 lub Obwodnica Gandawy (flam. Ring rond Gent) – obwodnica belgijskiego miasta Gandawa, jej 14-kilometrowy fragment posiada parametry autostrady.
Droga, dzięki połączeniu z autostradą A11 w pobliżu miejscowości Zelzate, stanowi alternatywny wobec autostrady A14 szlak łączący Gandawę z Antwerpią.